# Самоубийство Тайлера Клементи
Самоубийство Тайлер Клементи — событие, произошедшее 22 сентября 2010 года в Манхэттене, США. Клементи был американским студентом университета Рутгерс в Нью-Брансуике, который сбросился с моста Джорджа Вашингтона через реку Гудзон 22 сентября 2010 года в возрасте 18 лет. 19 сентября 2010 года, без ведома Клементи, сосед Клементи, Дхарун Рави, использовал веб-камеру на компьютере в своей комнате в общежитии и на компьютере своей соседки по комнате Молли Вэй, чтобы увидеть, как Клементи целует другого мужчину. Клементи узнал об этом после того, как Рави написал об инциденте с веб-камерой в Твиттере. Два дня спустя Рави призвал друзей и подписчиков в Твиттере посмотреть вторую встречу Клементи и его компаньона, однако просмотра так и не произошло.
Смерть Клементи привлекла внимание всей страны к проблеме интернет-травли и борьбе, с которой сталкивается молодежь ЛГБТ.

## Предыстория
Тайлер Клементи родился 19 декабря 1991 года в Риджвуде, штат Нью-Джерси. Он играл с симфоническим оркестром Риджвуда и участвовал в Молодёжном оркестре Бергена в качестве концертмейстера.